# Damian Zbozień
Damian Zbozień (* 25. dubna 1989, Limanowa, Polsko) je polský fotbalový záložník nebo obránce, který v současné době působí v klubu Arka Gdynia. Je bývalým mládežnickým reprezentantem Polska.

## Klubová kariéra
S fotbalem začal v klubu Zyndram Łącko a přes celek Sandecja Nowy Sącz se dostal do proslulého polského klubu Legia Warszawa. Poté postupně hostoval v Sandecja Nowy Sącz, GKS Bełchatów a Piast Gliwice. Do Piastu v červenci 2013 přestoupil.
V únoru 2014 přestoupil za 200 000 eur do ruského klubu FK Amkar Perm, kde se setkal s krajanem Januszem Golem. Stal se druhým polským hráčem v historii Amkaru Perm.

## Reprezentační kariéra
Damian odehrál 1 zápas za Polsko U21.